# Eric Palmgren
Eric Gustaf Adolf Palmgren (ur. 9 sierpnia 1916 w Helsinkach, zm. 31 maja 2015 w Helsinkach) – fiński żeglarz, olimpijczyk.
Na regatach rozegranych podczas Letnich Igrzysk Olimpijskich 1948 wystąpił w klasie Firefly zajmując 15. pozycję.